# Jutta Blankau

Jutta Blankau (2023)

Jutta Blankau (auch Blankau-Rosenfeldt, * 4. November 1954 in Hamburg) ist eine deutsche Gewerkschafterin und Politikerin (SPD). Von März 2011 bis April 2015 war sie Senatorin für Stadtentwicklung und Umwelt im Senat Scholz I in Hamburg.

## Leben
Nach dem Abitur 1975 am Wirtschaftsgymnasium Harburg absolvierte Blankau zunächst eine Ausbildung zur Versicherungskauffrau und studierte anschließend von 1977 bis 1988 Geschichte, Politik- und Rechtswissenschaft an der Universität Hamburg. Während des Studiums trat sie 1979 in die SPD ein und war im selben Jahr als Mitglied der Juso-Hochschulgruppe an der Universität AStA-Vorsitzende.
Nach dem Juristischen Staatsexamen und einer kurzzeitigen Anstellung als Rechtsschutzsekretärin beim DGB in Lübeck wirkte Blankau von 1988 bis 2005 als Bezirkssekretärin der IG Metall Küste mit dem Schwerpunkt Tarifpolitik. 2005 wurde sie zur Bezirksleiterin der IG Metall Küste gewählt und übte dieses Amt bis zu ihrer Wahl in den Hamburger Senat aus. In dieser Funktion vertrat sie die IG Metall in den Aufsichtsräten mehrerer Großunternehmen, u. a. von Airbus Operations GmbH und Daimler Luft- und Raumfahrtholding AG.
Von 2002 bis 2006 war sie zudem stellvertretende Landesvorsitzende der SPD Hamburg.
Im Juni 2017 wurde sie zur Aufsichtsratsvorsitzenden der DGB Rechtsschutz GmbH und am 19. September 2017 zusätzlich zur ehrenamtlichen Landesvorsitzende der AWO Hamburg gewählt.
Jutta Blankau ist mit dem Hamburger Bürgerschaftsabgeordneten Jenspeter Rosenfeldt verheiratet und hat eine Tochter.